# Actio de positis vel suspensis
Actio de positis vel suspensis – w prawie rzymskim powództwo karne skierowane przeciwko osobom, które na ścianach budynków przylegających do dróg umieszczały lub zawieszały (postium aut suspensum) coś, co powodowało zagrożenie bezpieczeństwa ruchu. Podstawą odpowiedzialności było nie tyle wyrządzenie szkody, co samo spowodowanie zagrożenia. Powodem mógł być więc jakikolwiek obywatel (actio popularis). Zasądzony płacił karę w wysokości 10 000 sesterców.